# Sandra Bestraten i Castells
Sandra Bestraten i Castells (Barcelona, 1976) és una arquitecta catalana.
Bestraten treballa a l'Escola Tècnica Superior d'Arquitectura de Barcelona (ETSAB) i està especialitzada en rehabilitació, accessibilitat i sostenibilitat, i professora de l’Escola Tècnica Superior d’Arquitectura de Barcelona i de la Universitat Internacional de Catalunya (UIC). Al 2018 va ser electa la primera dona presidenta de la Demarcació de Barcelona del Col·legi d’arquitectes de Catalunya i al 2022 va ser reelegida en el càrrec.
El seu treball professional ho realitza principalment al costat de l'arquitecte Emili Hormias, en l'estudi Bestraten Hormias arquitectura, on es pot destacar l'escola Waldorf El Til·ler a Bellaterra. Aquest equipament va rebre el Premi d'Innovació de la Biennal del Vallès de 2009 per haver construït en 3 mesos una escola en fusta que obria una porta a la construcció prefabricada.
No obstant això, hi ha projectes en els quals ella s'ha compromès i responsabilitzat de manera més personal. Entre ells destaquen Ca la Dona; el projecte de recuperació de la muntanya d'escombraries de Moraviaa Medellín a través de la càtedra Unesco de sostenibilitat de la UPC; i recentment a Barcelona el projecte CASBA realitzat en els districtes de Ciutat Vella i de Sants-Montjuïc.
El projecte de Ca la Dona, és possiblement un dels projectes en el qual més s'ha implicat i que l'ha acompanyat en una etapa de la seva vida fonamental com va ser la curta vida de la seva filla Laia de 8 anys.

## Trajectòria professional
Ca la Dona, és la casa d'una sèrie d'entitats feministes i segons els seus integrants, és un espai de trobada i relació, obert a la participació i a les propostes de les dones que ho desitgin. És un espai físic, però sobretot simbòlic, un lloc d'experiències polítiques, de reflexió i de producció de pensament. A través d'un acord de cooperació amb la UPC, Sandra Bestraten va començar a treballar amb elles en 2005 realitzant el projecte i tota la direcció d'obra. L'edifici, situat al carrer Ripoll 25, està en la primera “perifèria” de la ciutat romana de Barcino. Amaga en les seves entranyes petjades del seu passat més remot: restes de l'aqüeducte romà, un palau medieval del s XIII conegut com a Hostal d’en Lledó on les arcades de planta baixa acollien per a albergar-se aquelles persones que s'havien trobat tancades les portes de la ciutat, les parets de la primera universitat laica de Barcelona, Les Escoles Majors, que data del segle xv, un jardí romàntic de finals del segle xviii i successives transformacions fins a arribar al segle XXI. El projecte de consolidació i rehabilitació no sols respecta i rescata totes aquestes proves del passat, sinó que actua amb una responsabilitat ambiental de cara al futur, recupera tots els elements que troben i per a això van arribar a realitzar sessions de treball participatiu d'auto-construcció amb les dones de Ca la Dona per a recuperar, per exemple, els mosaics hidràulics existents a la casa.
L'objectiu d'aquest edifici és crear un equipament humanitzat, una gran casa, lloc de trobada i d'activitat de les múltiples agrupacions que conformen Ca la Dona. Per això, en tot el procés de treball és i ha estat fonamental el treball directe i la participació de totes les implicades. El projecte ha de ser summament flexible, no hi ha espais privats, sinó que hi ha espais condicionats i preparats per a diferents circumstàncies.
La qüestió constructiva és una de les grans preocupacions de l'equip Bestraten Hormias. El repte principal en Ca la Dona consistia a consolidar un edifici en estat de ruïna, sense carregar-lo amb excessiu pes per a poder conservar la funció estructural dels murs de pedra i tapial originals. Per a això es va decidir treballar amb panells de fusta laminada encreuada, sent el primer edifici a Europa a utilitzar aquesta tecnologia d'intervenció estructural en un edifici de 4 plantes en ple casc vell. S'aposta per la concepció de l'alta tecnologia, on es comença a consolidar els forjats per la coberta i des d'aquest es van despenjant i col·locant els forjats de totes les plantes inferiors de manera successiva.
A nivell acadèmic en l'assignatura que imparteix d'Habitatge i cooperació en la ETSAB-UPC busca aplicar una pedagogia d'avantguarda, aplicant diferents estratègies d'aprenentatge i servei ApS en projectes de suport a la comunitat. De tots els exercicis, destaca el projecte CASBA, Comerç Amic Sense Barreres. És un projecte de sensibilització i formació que col·labora en la millora de l'accessibilitat entre la via pública i el comerç per a afavorir la vida quotidiana de les persones amb diversitat funcional. Per a això Sandra Bestraten convida als col·lectius de persones amb diversitat funcional entrin a l'aula de la universitat per a detallar a estudiants les dificultats amb les quals es troben en el seu dia a dia de la ciutat. També els acompanyen en un passeig pels carrers on es realitzarà l'exercici de curs. En aquest recorregut tota la classe se senti en cadira de rodes, o camina amb antifaç i bastó, com una nova manera d'experimentar l'arquitectura per aquelles persones que en breu acabaran millorant-la. Només després d'aquest aprenentatge, es comença a treballar. Com a resultat de l'estudi s'obtenen propostes de reforma per a fer accessibles les botigues, i el govern de la ciutat de Barcelona facilita una subvenció especial perquè es puguin implementar les solucions, passant de la teoria a la realitat. CASBA ha estat seleccionat per la taula del tercer sector com un dels millors projectes d'innovació social i l'Ajuntament de Barcelona l'ha seleccionat com a Bona Pràctica de l'Institut Municipal de Persones amb Discapacitat IMPDper la xarxa de sinergies dels múltiples actors implicats en el projecte.

## Cooperació internacional
En el marc de la cooperació, un altre projecte destacat és la Transformació soci-ambiental del morro d'escombraries de Moravia a Medellín.
El seu compromís s'estén al barri en el seu dia a dia. Són arquitectes assessors en urbanisme del Consell de Nois i Noies de L’Hospitalet, una labor entre pedagògica i participativa en la qual porten treballant des de 2008. També s'han implicat en la celebració del 50 aniversari del barri de Bellvitge de L’Hospitalet, on es troba el seu despatx professional. Entre les múltiples activitats destaca l'exposició i el llibre Bellvitge 50 que relata el valor de l'arquitectura i especialment les mobilitzacions socials que han dibuixat el barri d'avui, un exemple d'integració social d'un dels barris més grans d'habitatge massiu. Aquesta publicació ha estat reconeguda amb el premi Divulgació de la XIII BEAU.
Cadascun dels seus treballs els enfronta a noves estratègies de diàleg i transmissió de les idees arquitectòniques. No són els mateixos els temps i necessitats d'una comunitat de la Chiquitania, que els de les dones de Ca la Dona, que els de grups d'adolescents de la seva ciutat o que els dels usuaris dels habitatges tutelats, Can Tusell, per a persones amb paràlisi cerebral de Prodis a Terrassa, però es busca la millor estratègia en cada cas.